# Halo tu Ziemia
Halo tu Ziemia – dwunasty album studyjny polskiej wokalistki Natalii Kukulskiej. Wydawnictwo ukazało się 29 września 2017 roku nakładem wytwórni muzycznej Agora. Na płycie znalazło się dwanaście utworów. 
Album dotarł do 20. miejsca polskiej listy przebojów – OLiS.

## Lista utworów
| 1.  | „Intro”           |  |
|     |                   |  |
| 2.  | „Halo tu Ziemia”  |  |
|     |                   |  |
| 3.  | „Kobieta”         |  |
|     |                   |  |
| 4.  | „Hard to find”    |  |
|     |                   |  |
| 5.  | „Let's Get Down   |  |
|     |                   |  |
| 6.  | „Marching Band”   |  |
|     |                   |  |
| 7.  | „Pod włos”        |  |
|     |                   |  |
| 8.  | „Lunatyk”         |  |
|     |                   |  |
| 9.  | „To za mało”      |  |
|     |                   |  |
| 10. | „Ostatnia prosta” |  |
|     |                   |  |
| 11. | „Rekonstrukcja”   |  |
|     |                   |  |
| 12. | „Woman”           |  |
|     |                   |  |

## Pozycja na liście sprzedaży
| Kraj   | Lista sprzedaży (2017)    | Najwyższa pozycja |
| ------ | ------------------------- | ----------------- |
| Polska | Oficjalna Lista Sprzedaży | 20                |